# Научно-истраживачки резерват Прилепске планине
Научно-истраживачки резерват Прилепске планине је станиште планинског јаворa (Acer heldreichii) који представља локалитет ендемичне реликтне шумске врсте ограничене на мали ареал и уске локалитете, површине од 0,92 ha, на територији општине Дечани, на Косову и Метохији. Поседује карактеристике природног станишта ове врсте, те је као такав значајан за научна истраживања у области ботаничких, биоценолошких, шумарских и других грана.

## Решење - акт о оснивању
Решење о стављању под заштиту државе налазиште планинског јавора на Дечанским планинама, на месту званом Прилепске планине, Народног одбора општине Дечани број 05-619 од 9. марта 1963.